# Andrzej Malinowski (generał)
Andrzej Malinowski (ur. 16 czerwca 1954 w Ostrowi Mazowieckiej, zm. 2 grudnia 2021) – generał dywizji Wojska Polskiego.

## Życiorys
Absolwent Liceum Ogólnokształcącego w Kwidzynie, w 1977 ukończył Wyższą Szkołę Oficerską Wojsk Zmechanizowanych i rozpoczął pełnienie służby jako dowódca plutonu i kompanii w 35 pułku desantowym. W 1986 ukończył studia w Akademii Sztabu Generalnego i został skierowany do 7 Brygady Obrony Wybrzeża na stanowisko starszego oficera sztabu, następnie szefa sztabu – zastępcy dowódcy 4 pułku desantowego w latach 1987–1989. W tym czasie ukończył Kurs Przeszkolenia Szczebla Taktycznego. Dowódca Gdańskiego Pułku Obrony Terytorialnej od 1989 roku. Pełnił stanowiska sztabowe w latach 1990–1995 w 7 BOW oraz 1 Brygadzie Obrony Terytorialnej, a następnie był dowódcą 12 Brygady Pancernej w Budowie. W latach 1998–1999 był szefem sztabu, a następnie dowódcą PKW UNIFIL. Awansowany na stopień pułkownika w 1997, 31 sierpnia 1999 objął obowiązki dowódcy 12 Brygady Zmechanizowanej. Ukończył w 2003 w Akademii Obrony Narodowej Podyplomowe Studium Operacyjno–Strategiczne. Dowódca 1 Warszawskiej Dywizji Zmechanizowanej w latach 2003–2006. Awansowany na stopień generała brygady w 2005. Zastępca dowódcy Wielonarodowej Dywizji Centrum–Południe w VI zmianie PKW w Iraku. W styczniu 2007 objął stanowisko zastępcy szefa sztabu Dowództwa Wojsk Lądowych, a 10 kwietnia został dowódcą 12 Dywizji Zmechanizowanej. W maju 2007 Prezydent Lech Kaczyński mianował go na stopień generała dywizji. W związku z zarzutami o korupcję, 20 kwietnia 2009 został odwołany z zajmowanego stanowiska i przeniesiony do rezerwy kadrowej. W 2010, oczyszczony z zarzutów, powrócił do służby. W 2011 IPN skierował do sądu wniosek o lustrację generała. Powtórnie przeniesiony do rezerwy kadrowej, po oczyszczeniu z zarzutu kłamstwa lustracyjnego, powrócił na poprzednio zajmowane stanowisko. 15 sierpnia 2014 przeszedł w stan spoczynku. Pochowany na cmentarzu komunalnym w Kwidzynie (kwatera B-2-15).

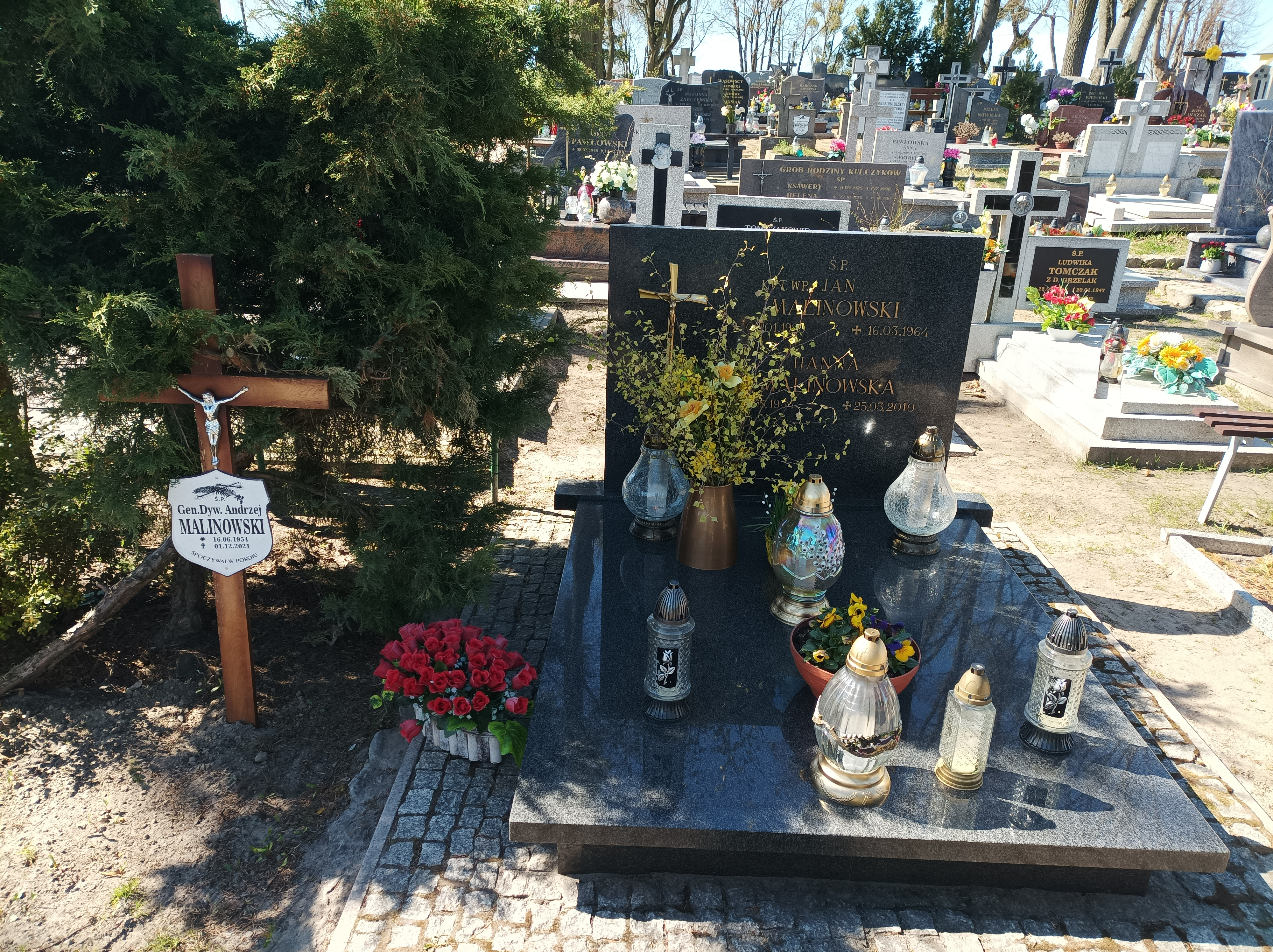
Grób gen. Andrzeja Malinowskiego (kwiecień 2022)